# Girls (série télévisée)
Pour les articles homonymes, voir Girls.
Girls est une série télévisée américaine en 62 épisodes d'environ 28 minutes créée par Lena Dunham, produite par Judd Apatow, et diffusée entre le 15 avril 2012 et le 16 avril 2017 sur HBO aux États-Unis et en simultané sur HBO Canada au Canada.
En France, la série est diffusée sur les chaînes du bouquet OCS et sur Canal+ depuis le 13 avril 2014. Au Québec, la série est diffusée depuis le 19 août 2012 à Super Écran puis rediffusée à partir de septembre 2013 sur ARTV.
Girls est une série qui suit la vie d'un groupe d'amies ayant la vingtaine et qui vivent à New York. Son principe est inspiré de la vie même de Lena Dunham, la créatrice de la série, aussi actrice et productrice, tout comme les aspects essentiels du personnage principal, notamment l'arrêt du soutien financier de ses parents, le fait de devenir écrivain ou de prendre des décisions regrettables. La série est connue pour ses commentaires post-féministes et ses discussions autour de la politique du corps et de la sexualité féminine.
La structure de la série (les aventures de quatre jeunes femmes) est inspirée par la série Sex and the City, aussi diffusée sur HBO. Mais loin de l'image glamour de Sex and the City (Carrie et ses amies évoluant dans le milieu privilégié des soirées, des défilés et des beaux immeubles de Manhattan), Girls présente une vision plus réaliste de la vingtaine, des premières expériences professionnelles, des amitiés, des amours et des relations sexuelles,.

## Synopsis
Deux ans après avoir obtenu son diplôme à l'université d'Oberlin College, Hannah Horvath, écrivaine en herbe et vivant à Brooklyn, est choquée lorsque ses parents lui annoncent qu'ils ne la soutiendront plus financièrement. Livrée à elle-même, Hannah navigue dans sa vingtaine, cette période de transition et d’incertitude de ce qui est à venir. Son cercle d'amis, Marnie Michaels (Allison Williams), Jessa Johansson (Jemima Kirke), Shoshanna Shapiro (Zosia Mamet), ainsi qu'Adam Sackler (Adam Driver), Ray (Alex Karpovsky) et Elijah (Andrew Rannells), passe par toutes sortes d'états, des amitiés, des relations sexuelles ou amoureuses, des carrières et de nouvelles expériences.

## Réception critique
La représentation d'une sexualité non glamour et de corps ne correspondant pas aux habituels critères de beauté à tout la fois été saluée et critiquée dans Girls. La peinture d'une nouvelle génération, les millenials, a également été saluée et critiquée tout à la fois.
Girls a aussi connu son lot de polémiques. La série a ainsi été accusée de népotisme, puisque la réalisatrice Lena Dunham et les autres têtes d'affiche ont des parents travaillant dans le milieu culturel. Le manque de « diversité » de la série a aussi été pointé du doigts, les acteurs principaux étant tous blancs. Lena Dunham a rejeté les accusations de népotisme mais a affirmé avoir pris celle du manque de « diversité » très au sérieux.

## Distribution

### Actrices principales
- Lena Dunham (VF : Olivia Luccioni) : Hannah Horvath, une jeune écrivaine ayant la vingtaine et vivant à Greenpoint, Brooklyn, à qui les parents ont coupé les vivres.
- Allison Williams (VF : Barbara Beretta) : Marnie Michaels, la colocataire et meilleure amie d'Hannah. Elle est sérieuse et responsable.
- Jemima Kirke (VF : Philippa Roche) : Jessa Johansson, cousine anglaise de Shoshanna et colocataire. Bohème et imprévisible aventurière, elle arrive juste à New York.
- Zosia Mamet (VF : Fily Keita) : Shoshanna Shapiro, naïve et pétillante cousine de Jessa.

### Acteurs récurrents
- Adam Driver (VF : Fabien Jacquelin) : Adam Sackler, a une relation avec Hannah. Il est acteur.
- Alex Karpovsky (VF : Arnaud Arbessier) : Ray, ami de Charlie.
- Andrew Rannells (VF : Nessym Guetat) : Elijah, ex-petit ami d'Hannah
- Ebon Moss-Bachrach : Desi Harperin (depuis la saison 3)
- Jake Lacy : Fran Parker (depuis la saison 4)
- Becky Ann Baker (VF : Dany Laurent) : Loreen Horvath, mère d'Hannah
- Peter Scolari (VF : Olivier Granier (1re voix, saisons 1 et 2), puis Pierre Laurent (2e voix, saisons 3 à 6)) : Tad Horvath, père d'Hannah
- Christopher Abbott (VF : Yann Peira) : Charlie, petit-ami de Marnie (saisons 1 et 2, invité saisons 5 et 6)
- Kathryn Hahn (VF : Carole Gioan) : Katherine Lavoyt, mère des deux filles sous la garde de Jessa (saison 1)
- James LeGros (VF : Tony Joudrier) : Jeff Lavoyt, père des deux filles sous la garde de Jessa (saison 1)
- Chris O'Dowd (VF : Éric Aubrahn) : Thomas John, un capitaliste affluent (saisons 1 et 2)
- Jorma Taccone (VF : Fabrice Josso) : Booth Jonathan (saisons 1 et 2)
- Billy Morrissette (VF : Mark Lesser) : George (saisons 1 et 2)
- Richard Masur : Rich Glatter, patron d'Annah (saison 1)
- John Cameron Mitchell (VF : Stéphane Ronchewski) : David Pressler-Goings (saisons 2 et 3)
- Shiri Appleby (VF : Valérie Siclay) : Natalia (saisons 2 et 3)
- Jon Glaser (en) : Laird Schlesinger (depuis la saison 2)
- Gaby Hoffmann : Caroline Sackler, la sœur d'Adam (saisons 3 à 5)
- Gillian Jacobs : Mimi-Rose Howard (saison 4)

Version française
- Société de doublage : Mediadub International[14],[15]
- Direction artistique : Laura Préjean[15]
- Adaptation des dialogues : Amandine Joyaux et Sébastien Michel[15]

 Source et légende : version française (VF) sur RS Doublage et Doublage Séries Database

## Épisodes

### Première saison (2012)
1. Hello, New York ! (Pilot)
2. De l'efficacité des préservatifs (Vagina Panic)
3. C'est le lot des audacieuses (All Adventurous Women Do)
4. Le Journal d'Hannah (Hannah's Diary)
5. Pas facile d'être une fille facile (Hard Being Easy)
6. Le Retour (The Return)
7. Crackage (Welcome to Bushwick a.k.a. The Crackcident)
8. Exploration intime (Weirdos Need Girlfriends Too)[16]
9. Laissez-moi tranquille (Leave Me Alone)
10. Fête surprise (She Did)

### Deuxième saison (2013)
Le 30 avril 2012, HBO a renouvelé la série pour une deuxième saison diffusée depuis le 13 janvier 2013.
1. Il était temps (It's About Time)
2. Remises en question (I Get Ideas)
3. Amie infidèle (Bad Friend)
4. Quel dommage pour Ray ! (It's a Shame About Ray)
5. Sors les poubelles (One Man's Trash)
6. Les Garçons (Boys)
7. Jeux vidéo (Video Games)
8. Ça revient (It's Back)
9. À quatre pattes (On All Fours)
10. Ensemble (Together)

### Troisième saison (2014)
Le 24 janvier 2013, la série a été renouvelée pour une troisième saison diffusée depuis le 12 janvier 2014.
1. Contacts féminins uniquement (Females Only)
2. Action ou vérité (Truth or Dare)
3. Elle a dit d'accord (She Said OK)
4. Morte à l'intérieur (Deep Inside)
5. Fille unique (Only Child)
6. Bouffe gratuite (Free Snacks)
7. La Maison de la plage (Beach House)
8. Faux frais (Incidentals)
9. Flo (Flo)
10. Jeu de rôle (Role-Play)
11. Je vous ai vu (I Saw You)
12. Deux tours d'avion (Two Plane Rides)

### Quatrième saison (2015)
Le 9 janvier 2014, la série a été renouvelée pour une quatrième saison diffusée depuis le 11 janvier 2015.
1. Iowa (Iowa)
2. Éléments déclencheurs (Triggering)
3. Écrivaine (Female Author)
4. Casiers (Cubbies)
5. Le Sit-in (Sit-In)
6. Close-up (Close-Up)
7. Demandez-moi comment je m'appelle (Ask Me My Name)
8. Tad & Loreen & Avi & Shanaz (Tad & Loreen & Avi & Shanaz)
9. Problèmes avec le père (Daddy Issues)
10. Accouchement à domicile (Home Birth)

### Cinquième saison (2016)
Le 5 janvier 2015, la série a été renouvelée pour une cinquième saison diffusée depuis le 21 février 2016.
1. Le mariage (Wedding Day)
2. Gentilhomme (Good Man)
3. Japon (Japan)
4. Anciens amours (Old Loves)
5. Reine pour deux jours (Queen for Two Days)
6. Panique à Central Park (The Panic in Central Park)
7. Hello Kitty (Hello Kitty)
8. Retour à la maison (Homeward Bound)
9. Histoires d'amour (Love Stories)
10. Je t'aime bébé (I Love You Baby)

### Sixième saison (2017)
Le 6 janvier 2016, la série a été renouvelée pour une sixième et dernière saison diffusée depuis le 12 février 2017.
1. Tout ce que j'ai toujours voulu (All I Ever Wanted)
2. Prise d'otages (Hostage Situation)
3. American Bitch (American Bitch)
4. Évacuation douloureuse (Painful Evacuation)
5. Bonbecs (Gummies)
6. Totale transparence (Full Disclosure)
7. Le rebond (The Bounce)
8. Qu'est-ce qu'on va faire d'Adam cette fois ? (What Will We Do This Time About Adam?)
9. Tournée d'adieux (Goodbye Tour)
10. Tétée (Latching)

## Distinctions

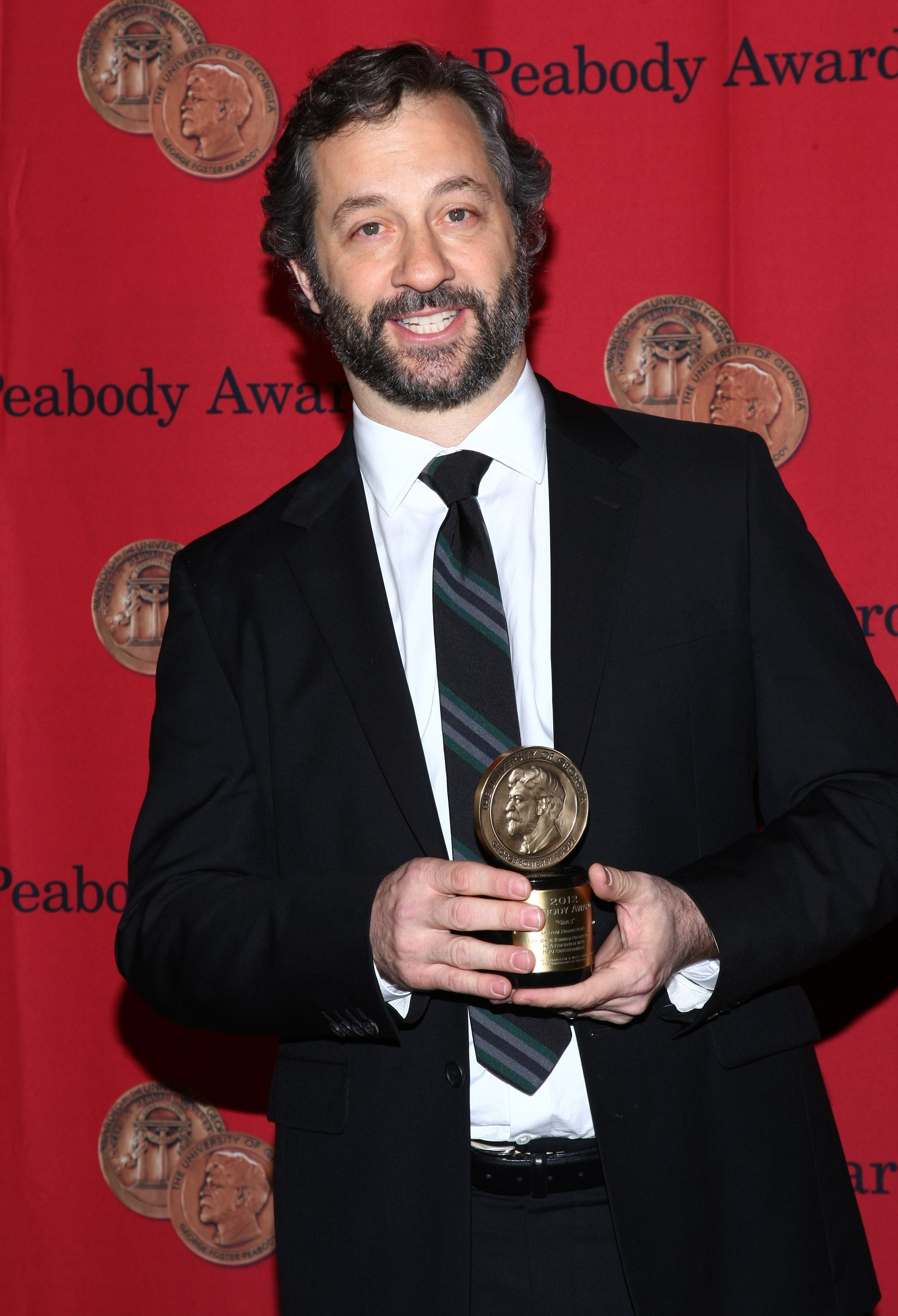
Le producteur Judd Apatow, récompensé par les Peabody Awards 2013.

### Récompenses
- Casting Society of America Awards 2012 : meilleur casting d'un pilote de série comique et meilleur casting d'une série comique
- British Academy Television Awards 2013 : meilleure série internationale
- Casting Society of America Awards 2013 : meilleur casting d'une série télévisée comique
- Directors Guild of America Awards 2013 : meilleur réalisateur de série télévisée comique pour Lena Dunham
- Golden Globes 2013 :
  - meilleure série télévisée musicale ou comique
  - meilleure actrice dans une série télévisée musicale ou comique pour Lena Dunham
- Writers Guild of America Awards 2013 : meilleur scénario pour une nouvelle série télévisée

## Commentaires
- Le personnage de Marnie s’inspire d’Audrey Gelman (en), qui est la meilleure amie de Lena Dunham. La scénariste décrit sa série comme une « lettre d’amour à une thérapie de groupe sur l’amitié féminine »[27].
- Lena Dunham et Jemima Kirke se sont rencontrées à la Saint Ann's School (en) de Brooklyn. Jemima a également joué dans le premier long métrage de Lena Dunham, Tiny Furniture (en)[27].